# Seitsemän laulua tundralta
Seitsemän laulua tundralta é um filme de drama finlandês de 2000 dirigido e escrito por [[]]. Foi selecionado como representante da Finlândia à edição do Oscar 2001, organizada pela Academia de Artes e Ciências Cinematográficas.

## Elenco
- Anatoli Hudi
- Igor Hudi
- Tajuda Hudi